# Kailu
Kailu (chiń. 开鲁县; pinyin: Kāilǔ Xiàn) – powiat w północno-wschodnich Chinach, w regionie autonomicznym Mongolia Wewnętrzna, w prefekturze miejskiej Tongliao. W 1999 roku liczył 381 501 mieszkańców.